# نالبانديان (أرمينيا)
نالبانديان (بالأرمنية: Նալբանդյյան)، هي قرية كبيرة في مقاطعة أرمافير في المنطقة الحدودية من أرمينيا الأرمنية التركية. تم تسميته على اسم الشاعر ميكائيل نالبانديان. 20% من سكان نالبانديان (حوالي 895 فردًا) هم من الأقلية الإيزيدية.